# Cláudio Coutinho
Pour les articles homonymes, voir Coutinho.
Claudio Pecego de Morais, plus connu sous le nom de Clàudio Coutinho, né le 5 janvier 1939 à Dom Pedrito et décédé le 27 novembre 1981 à Rio de Janeiro, était un entraîneur de football brésilien.
Il fut sélectionneur de l'équipe du Brésil lors de la Coupe du monde 1978 disputée en Argentine.

## Clubs
- 1971-1973 : Vasco de Gama  Brésil
- 1974-1975 : Olympique de Marseille  France (entraîneur adjoint)
- 1976-1980 : Flamengo  Brésil
- 1977-1980 : Équipe nationale du  Brésil

## Titres obtenus
- Championnat de l'Etat de Rio de Janeiro : 1978, 1979
- Coupe Guanabara (Rio) : 1978, 1979, 1980
- Championnat du Brésil de football : 1980